# 123.º Regimiento Antiaéreo (o)
El 123° Regimiento Antiaéreo (o) (Flak-Regiment. 123 (o)) fue una unidad de la Luftwaffe durante la Segunda Guerra Mundial.

## Historia
Fue formado en octubre de 1939 en Braunschweig. A mediados de 1944, el Stab fue aumentado al tamaño de brigada, sin ningún cambio en la designación.

## Comandantes
- Coronel Heinrich Prinz Reuss – (8 de octubre de 1939 – 22 de octubre de 1942)
- Coronel Ludwig Grauert – (18 de noviembre de 1942 – agosto de 1944)
- Coronel Max Hecht – (agosto de 1944 – 27 de octubre de 1944)
- Coronel Hubert von Svoboda – (28 de octubre de 1944 – 8 de mayo de 1945)

## Servicios
- octubre de 1939 – febrero de 1940: en Braunschweig como Grupo Antiaéreo Braunschweig-Wolfenbüttel.
- febrero de 1940 – 1942: en Hamburg como Grupo Antiaéreo Hamburg-Süd.
- 1942: es trasladado a Dinamarca como Comando de Defensa Aérea de Dinamarca, con el Cuartel General en Aarhus.
- 1 de noviembre de 1943: en Aarhus como Comando de Defensa Aérea de Dinamarca, bajo el XI Comando Administrativo Aéreo, con la 1° Escuadra, 6° Escuadra/907° Regimiento Pesado Antiaéreo (o), 1° Escuadra, 3° Escuadra, 5° Escuadra, 6° Escuadra, 7° Escuadra, 8° Escuadra/306° Regimiento Pesado Antiaéreo (o), 1° Escuadra, 6° Escuadra/272° Regimiento Pesado Antiaéreo (o), 1° Escuadra, 3° Escuadra/755° Regimiento Ligero Antiaéreo (o), 1° Escuadra, 4° Escuadra/836° Regimiento Ligero Antiaéreo (o), 1° Escuadra, 3° Escuadra, 4° Escuadra/742° Regimiento Ligero Antiaéreo (o), 1° Escuadra, 3° Escuadra/828° Regimiento Ligero Antiaéreo (v), 1° Escuadra, 4° Escuadra/609° Batallón de Proyectores Antiaéreo (v), Lsp. 4./208 (o) y Ausw.Zug 248 (o).
- 1 de enero de 1944: en Aarhus como Comando de Defensa Aérea de Dinamarca, bajo el XI Comando Administrativo Aéreo, con 272° Regimiento Pesado Antiaéreo (o), 8° Escuadra/306° Regimiento Pesado Antiaéreo (o), 907° Regimiento Pesado Antiaéreo (o), 742° Regimiento Ligero Antiaéreo (o), I Grupo/48° Regimiento Antiaéreo (motorizado mixto), 828° Regimiento Ligero Antiaéreo (v) y 609° Batallón de Proyectores Antiaéreo (v).
- 1 de febrero de 1944: en Aarhus como Comando de Defensa Aérea de Dinamarca, bajo el XI Comando Administrativo Aéreo, con el I Grupo/48° Regimiento Antiaéreo (motorizado mixto), 272° Regimiento Pesado Antiaéreo (o), 8° Escuadra/306° Regimiento Pesado Antiaéreo (o), 907° Regimiento Pesado Antiaéreo (o), 828° Regimiento Ligero Antiaéreo (v) y 1° Escuadra, 2° Escuadra/836° Regimiento Ligero Antiaéreo (o).
- 1 de marzo de 1944: en Aarhus como Comando de Defensa Aérea de Dinamarca, bajo el XI Comando Administrativo Aéreo, con el I Grupo/48° Regimiento Antiaéreo (motorizada mixta), 272° Regimiento Pesado Antiaéreo (o), 2° Escuadra, 4° Escuadra/742° Regimietno Ligero Antiaéreo (o), 907° Regimiento Pesado Antiaéreo (o), 828° Regimiento Ligero Antiaéreo (v) y 1° Escuadra, 2° Escuadra/836° Regimiento Ligero Antiaéreo (o).
- 1 de abril de 1944: en Aarhus como Comando de Defensa Aérea de Dinamarca, bajo el XI Comando Administrativo Aéreo, con la 272° Regimiento Pesado Antiaéreo (o), 907° Regimiento Pesado Antiaéreo (o), 742° Regimietno Ligero Antiaéreo (o), 828° Regimiento Ligero Antiaéreo (v) y 836° Regimiento Ligero Antiaéreo (o).
- 1 de mayo de 1944: en Aarhus como Grupo Antiaéreo Dinamarca, bajo la Flota Aérea Reich, con 272° Regimiento Pesado Antiaéreo (o), 907° Regimiento Pesado Antiaéreo (o), 742° Regimietno Ligero Antiaéreo (o), 828° Regimiento Ligero Antiaéreo (v), 836° Regimiento Ligero Antiaéreo (o) y 4° Escuadra/FAS II.
- 1 de junio de 1944: en Aarhus como Grupo Antiaéreo Dinamarca, bajo la Flota Aérea Reich, con 272° Regimiento Pesado Antiaéreo (o), 907° Regimiento Pesado Antiaéreo (o), 742° Regimietno Ligero Antiaéreo (o), 828° Regimiento Ligero Antiaéreo (v), 836° Regimiento Ligero Antiaéreo (o) y 4° Escuadra/FAS II.
- 1 de julio de 1944: en Aarhus como Grupo Antiaéreo Dinamarca, bajo la Flota Aérea Reich, con 272° Regimiento Pesado Antiaéreo (o), 907° Regimiento Pesado Antiaéreo (o), 742° Regimietno Ligero Antiaéreo (o), 828° Regimiento Ligero Antiaéreo (v), 836° Regimiento Ligero Antiaéreo (o), 4° Escuadra/FAS II, 19 Baterías Ligeras de Alarmas Antiaéreas y 1 Batería Pesada de Alarma Antiaérea.
- 1 de agosto de 1944: en Aarhus como Grupo Antiaéreo Dinamarca, bajo la Flota Aérea Reich, con la 2° Escuadra/272° Regimiento Pesado Antiaéreo (o), Stab, 2° Escuadra, 4° Escuadra/742° Regimietno Ligero Antiaéreo (o), Stab, 1° Escuadra, 6° Escuadra/836° Regimiento Ligero Antiaéreo (o), Stab, 1° Escuadra, 6° Escuadra/907° Regimiento Pesado Antiaéreo (o), m.Flak-Bttr.zbV 7091, XI./303° Batería Pesada de Alarma Antiaérea y XI./7° Batería Ligera de Alarma Antiaérea, XI./8° Batería Ligera de Alarma Antiaérea, XI./9° Batería Ligera de Alarma Antiaérea, XI./11° Batería Ligera de Alarma Antiaérea, XI./49° Batería Ligera de Alarma Antiaérea, XI./68° Batería Ligera de Alarma Antiaérea, XI./69° Batería Ligera de Alarma Antiaérea, XI./72° Batería Ligera de Alarma Antiaérea, XI./80° Batería Ligera de Alarma Antiaérea, XI./105° Batería Ligera de Alarma Antiaérea, XI./109° Batería Ligera de Alarma Antiaérea, XI./127° Batería Ligera de Alarma Antiaérea, XI./129° Batería Ligera de Alarma Antiaérea.
- 1 de septiembre de 1944: en Aarhus como Grupo Antiaéreo Dinamarca, bajo la Flota Aérea Reich, con la 2° Escuadra/272° Regimiento Pesado Antiaéreo (o), Stab, 2° Escuadra, 5° Escuadra/742° Regimietno Ligero Antiaéreo (o), Stab, 1° Escuadra, 6° Escuadra/836° Regimiento Ligero Antiaéreo (o), Stab, 1° Escuadra, 6° Escuadra/907° Regimiento Pesado Antiaéreo (o), 4° Escuadra/FAS II, XI./303° Batería Pesada de Alarma Antiaérea, XI./7° Batería Ligera de Alarma Antiaérea, XI./9° Batería Ligera de Alarma Antiaérea, XI./11° Batería Ligera de Alarma Antiaérea, XI./49° Batería Ligera de Alarma Antiaérea, XI./68° Batería Ligera de Alarma Antiaérea, XI./30° Batería Ligera de Alarma Antiaérea, XI./69° Batería Ligera de Alarma Antiaérea, XI./72° Batería Ligera de Alarma Antiaérea, XI./80° Batería Ligera de Alarma Antiaérea, XI./98° Batería Ligera de Alarma Antiaérea, XI./105° Batería Ligera de Alarma Antiaérea, XI./109° Batería Ligera de Alarma Antiaérea, XI./127° Batería Ligera de Alarma Antiaérea, XI./129° Batería Ligera de Alarma Antiaérea y XI./149° Batería Pesada de Transporte Antiaérea (motorizada).
- 1 de octubre de 1944: en Aarhus como Grupo Antiaéreo Dinamarca, bajo la Flota Aérea Reich, con la 2° Escuadra/272° Regimiento Pesado Antiaéreo (o) con 7092° Batería Antiaérea z.b.V., XI./40° Batería Ligera de Campo Antiaérea, XI./303° Batería Pesada de Alarma Antiaérea, XI./80° Batería Ligera de Alarma Antiaérea; Stab/ 742° Regimietno Ligero Antiaéreo (o) con la 2° Escuadra, 5° Escuadra/742° Regimietno Ligero Antiaéreo (o), XI./7° Batería Ligera de Alarma Antiaérea, XI./69° Batería Ligera de Alarma Antiaérea, XI./98° Batería Ligera de Alarma Antiaérea, XI/108° Batería Ligera de Alarma Antiaérea, XI/127° Batería Ligera de Alarma Antiaérea; Stab/ /836° Regimiento Ligero Antiaéreo (o) con la 1° Escuadra, 6° Escuadra/836° Regimiento Ligero Antiaéreo (o), XI./11° Batería Ligera de Alarma Antiaérea, XI./109° Batería Ligera de Alarma Antiaérea; Stab, 1° Escuadra, 6° Escuadra/907° Regimiento Pesado Antiaéreo (o); 4° Escuadra/L.u.V. FAS II; XI./9° Batería Ligera de Alarma Antiaérea, XI./49° Batería Ligera de Alarma Antiaérea, XI./68° Batería Ligera de Alarma Antiaérea, XI./72° Batería Ligera de Alarma Antiaérea, XI./105° Batería Ligera de Alarma Antiaérea, XI./107° Batería Ligera de Alarma Antiaérea, XI./128° Batería Ligera de Alarma Antiaérea, XI./129° Batería Ligera de Alarma Antiaérea; XI./149° Batería Pesada de Transporte Antiaérea (motorizada).
- 1 de noviembre de 1944: en Aarhus como Grupo Antiaéreo Dinamarca, bajo la Flota Aérea Reich, con la 2° Escuadra/272° Regimiento Pesado Antiaéreo (o) con la 6° Escuadra, 7° Escuadra/836° Regimiento Ligero Antiaéreo (o), XI./40° Batería Ligera de Campo Antiaérea, XI./303° Batería Pesada de Alarma Antiaérea, XI./80° Batería Ligera de Alarma Antiaérea; Stab/742° Regimiento Ligero Antiaéreo (o) con la 2° Escuadra, 5° Escuadra/742° Regimiento Ligero Antiaéreo (o), 5° Escuadra/907° Regimiento Pesado Antiaéreo (o), XI./7° Batería Ligera de Alarma Antiaérea, XI./69° Batería Ligera de Alarma Antiaérea, XI./98° Batería Ligera de Alarma Antiaérea, XI./108° Batería Ligera de Alarma Antiaérea, XI./127° Batería Ligera de Alarma Antiaérea; Stab/ 836° Regimiento Ligero Antiaéreo (o) con la 1° Escuadra, 5° Escuadra/836° Regimiento Ligero Antiaéreo (o), XI./11° Batería Ligera de Alarma Antiaérea, XI./109° Batería Ligera de Alarma Antiaérea; Stab, 1° Escuadra, 4° Escuadra, 6° Escuadra/907° Regimiento Pesado Antiaéreo (o); 4° Escuadra/L.u.V. FAS II; XI./6° Batería Ligera de Alarma Antiaérea, XI./9° Batería Ligera de Alarma Antiaérea, XI./49° Batería Ligera de Alarma Antiaérea, XI./68° Batería Ligera de Alarma Antiaérea, XI./72° Batería Ligera de Alarma Antiaérea, XI./105° Batería Ligera de Alarma Antiaérea, XI./107° Batería Ligera de Alarma Antiaérea, XI./128° Batería Ligera de Alarma Antiaérea, XI./129° Batería Ligera de Alarma Antiaérea; XI./149° Batería Pesada de Transporte Antiaérea (motorizada).
- 1 de diciembre de 1944: en Aarhus como Grupo Antiaéreo Dinamarca, bajo la Flota Aérea Reich, con el Stab/ 272° Regimiento Pesado Antiaéreo (o) con la 2° Escuadra/272° Regimiento Pesado Antiaéreo (o), 2° Escuadra, 5° Escuadra/907° Regimiento Pesado Antiaéreo (o); Stab/ 742° Regimietno Ligero Antiaéreo (o) con la 2° Escuadra, 5° Escuadra/742° Regimietno Ligero Antiaéreo (o), XI./69° Batería Ligera de Alarma Antiaérea, XI./98° Batería Ligera de Alarma Antiaérea, XI./108° Batería Ligera de Alarma Antiaérea, XI./127° Batería Ligera de Alarma Antiaérea; Stab/ 836° Regimiento Ligero Antiaéreo (o) con la 1° Escuadra, 7° Escuadra/836° Regimiento Ligero Antiaéreo (o), XI./40° Batería Ligera de Campo Antiaérea, XI./303° Batería Pesada de Alarma Antiaérea, XI./6° Batería Ligera de Alarma Antiaérea, XI./11° Batería Pesada de Alarma Antiaérea, XI./80° Batería Pesada de Alarma Antiaérea, XI./109° Batería Pesada de Alarma Antiaérea, XI./132° Batería Pesada de Alarma Antiaérea; Stab, 1° Escuadra, 3° Escuadra, 4° Escuadra, 6° Escuadra/s.907 (o); XI./9° Batería Pesada de Alarma Antiaérea, XI./49° Batería Pesada de Alarma Antiaérea, XI./68° Batería Pesada de Alarma Antiaérea, XI./72° Batería Pesada de Alarma Antiaérea, XI./105° Batería Pesada de Alarma Antiaérea, XI./106° Batería Pesada de Alarma Antiaérea, XI./128° Batería Pesada de Alarma Antiaérea, XI./129° Batería Pesada de Alarma Antiaérea; XI./149° Batería Pesada de Transporte Antiaérea (motorizada).

*La abreviación que llevan las Baterías Antiaéreas “XI” pertenece al XI Comando Administrativo Aéreo, es decir unidades subordinadas bajo su mando.